# Karel Putrih
Karel Putrih (14. listopadu 1910, Lublaň – 6. září 1959, Lublaň) byl slovinský sochař.

## Životopis
V rodné Lublani absolvoval sochařské oddělení Technické střední školy a později studoval na Akademii výtvarných umění v Praze. Od roku 1950 do své smrti byl profesorem na Akademii výtvarných umění v Lublani. V roce 1959 obdržel spolu se Zdenko Kalinem Prešerenovu cenu za sochy alegorizující pracující lid umístěné na vstupním portálu budovy slovinské skupščiny.